# گاتری (کنتاکی)
گاتری (به انگلیسی: Guthrie) شهری در ایالت کنتاکی کشور ایالات متحده آمریکا است که جمعیت آن در سرشماری سال ۲۰۱۰ میلادی، ۱٬۴۱۹ نفر بوده‌است.